# Lennart Lindgren (präst)
Thord Bengt Lennart Lindgren född 8 december 1953 i Bureå församling i Västerbotten är en svensk präst. 

## Biografi
Lennart Lindgren är son till prenumerationsackvisatören Algot Emanuel Lindgren och hans hustru Karin Lovisa Lindgren (f. Stenlund).
Lindgren prästvigdes för Luleå stift. Efter att Lindgren åren 1980-2008 varit stftsadjunkt och föreståndare för Luleå stifts stiftsgård i Skellefteå blev han utsedd till direktor för Samariterhemmet i Uppsala .    Under hans tid som direktor, 2008-2018, omformades verksamheten på Samariterhemmet till en organisation med fem huvudområden: äldreomsorg, stadsmission, gudstjänstliv, gästverksamhet och förvaltning av fastigheter. Dessutom startades nya verksamheter som till exempel hemtjänst.   Lindgren var en av de svenska präster som fick uppgiften  att organisera att alla omkomna svenskar i Tsunami-katastrofen 2004 kunde sändas hem under så värdiga omständigheter som möjligt. 